# Chavuma (Sambia)
Chavuma ist eine Stadt mit 18.900 Einwohnern (2022) am Oberlauf des Sambesi im äußersten Westen der Nordwestprovinz von Sambia. Sie liegt etwa 1070 Meter über dem Meeresspiegel und ist Sitz der Verwaltung des gleichnamigen Distrikts. Die Grenze nach Angola liegt zehn Kilometer nördlich. Die ab Kasempa geschotterte M8 führt durch diese Stadt.

## Wirtschaft
Chavuma ist eine Marktstadt, wo grenzüberschreitend Waren von Händlern beider Staaten angeboten werden. Die Nähe der Grenze hat die Stadt immer geprägt. Das etwa hundert Kilometer nördlich gelegene Cazombo am Sambesi war wegen seiner asphaltierten, drei Kilometer langen Landebahn ein schwer umkämpfter Ort und für die UNITA ein wichtiger Nachschubweg. Das machte Chavuma nicht nur wiederholt zum Ziel von Flüchtlingswellen, sondern auch von Angriffen der UNITA. Bis dahin war Chavuma eher als kleines Dorf und Produzent von Reis, Kassava, Erdnüssen und Mais bekannt.
Seit 2004 ist der Ort an das nationale Stromnetz angeschlossen, was die Entwicklung anschob. In kurzer Zeit wurden feste Gebäude errichtet, Unternehmen gegründet und Büros für Vertreter von Regierung und Verbänden errichtet. Die Währung dafür sind offenbar Diamanten aus Angola und Kobalt aus dem nicht sehr weit entfernten Kongo. Die Desorganisation in Angola und Kongo macht Chavuma zum zentralen logistischen Stützpunkt der angrenzenden Provinzen der Nachbarn. Für diese Einnahmen baute die staatliche ZESCO in nur sechs Monaten eine komplette Stromversorgung bis Chavuma.

## Infrastruktur
Chavuma hat eine ungeteerte, 1200 Meter lange Flugpiste, ein Missionskrankenhaus, Grund- und Sekundarschulen.

## Tourismus
Lokale Attraktion sind die nur wenige Meter hohen Chavumafälle des Sambesi, die in der Regenzeit vom Strom bis zur Unsichtbarkeit überflutet werden. Sie gelten jedoch in Sambia als Grenze des 800 Kilometer langen Oberlaufes des Stromes, wo dieser um nur 180 Meter fällt.